# Стефан Цанов
Стефан Цанов Иванов е български офицер, генерал-лейтенант от МВР.

## Биография
Роден е на 15 септември 1928 г. в ботевградското село Трудовец. Генерал-майор от 1972 г. От 1972 до 1989 година е командващ на Гранични войски при МВР. Награден е с орден „Народна република България“ I степен за принос във Възродителния процес. Излиза в запаса през 1989 г. През 2010 г. е проверяван за сътрудничество с Държавна сигурност, но такава не е открита.